# Gunung Tutong
Gunung Tutong är en kulle i Indonesien.   Den ligger i provinsen Aceh, i den västra delen av landet, 1 600 km nordväst om huvudstaden Jakarta. Toppen på Gunung Tutong är 189 meter över havet.
Terrängen runt Gunung Tutong är platt norrut, men söderut är den kuperad.  Trakten runt Gunung Tutong är nära nog obefolkad, med mindre än två invånare per kvadratkilometer. I omgivningarna runt Gunung Tutong växer i huvudsak städsegrön lövskog.